# Eclectus riedeli
Eclectus riedeli — вид папуг з родини Psittaculidae. Ендемік Індонезії.

## Поширення
E. riedeli зустрічається лише на островах Танімбар, а його ареал поширюється на Ямдену, найбільший з островів Танімбару, і острів Ларат на півночі. Вид займає полог усіх лісистих місць існування. Він найбільш поширений у первинних рівнинних лісах, але також зустрічається від узбережжя до середньогірних районів, включаючи мангрові зарості, ліси nypa, прісноводні болота, ліси на посушливих територіях, прибережні чагарники, густіші савани, парки, плантації, вторинні зарості та сади. На висоті вище 1000 м вид стає набагато рідшим, але зустрічається на висоті до 1900 м.

## Опис
Зелені щоки та шия самця мають більш блакитний відтінок, а хвіст окантований широкою смугою жовтого кольору. Самиця має повністю червоне оперення, за винятком темно-блакитних первинних, жовтих покривів під хвостом і широкої жовтої смуги по краю хвоста.

## Спосіб життя
Харчується фруктами, насінням, горіхами, бруньками листя та квітами. Зазвичай розмножується між серпнем і вереснем, можливо, січнем, але дуже ймовірно в будь-яку пору року. Гніздиться в дуплах високо на дереві, як правило, на галявині або на узліссі.